# ای‌جی‌وی

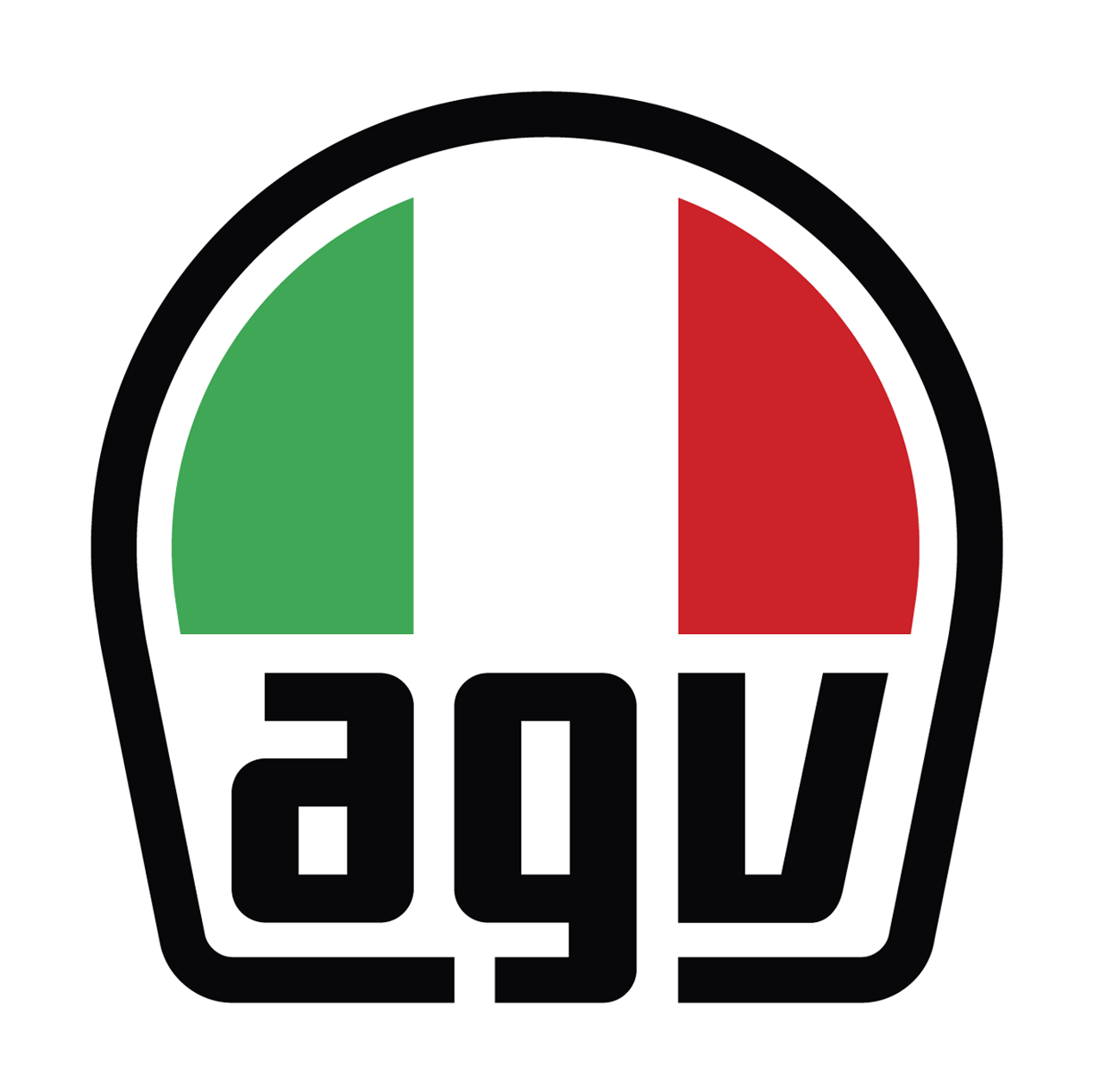
لگوی شرکت «اِی‌جی‌وی»

ای‌جی‌وی (انگلیسی: AGV) شرکت تولید صنعتی ایتالیایی است، که در سال ۱۹۴۷ تأسیس شد.